# Trichorhina hospes
Trichorhina hospes là một loài chân đều trong họ Platyarthridae. Loài này được Silvestri miêu tả khoa học năm 1917.